# نقشه راه برای صلح
نقشه راه برای صلح نام طرحی است برای رفع مناقشات اسرائیل و فلسطینیان که در سال ۲۰۰۲ از سوی گروه چهارگانه ایالات متحده آمریکا، اتحادیه اروپا، روسیه و سازمان ملل متحد پیشنهاد شد. این طرح که هدف آن تشکیل دو کشور فلسطین و اسرائیل در کنار هم، خلع سلاح گروه‌های فلسطینی و آزادی اسرای فلسطینی و اسرائیلی است در شورای امنیت سازمان ملل متحد نیز تصویب شده‌است.

## پیوندهای بیرون
- متن کامل نقشه راه - ۳۰ آوریل ۲۰۰۳